# Вікторіанська реформа одягу

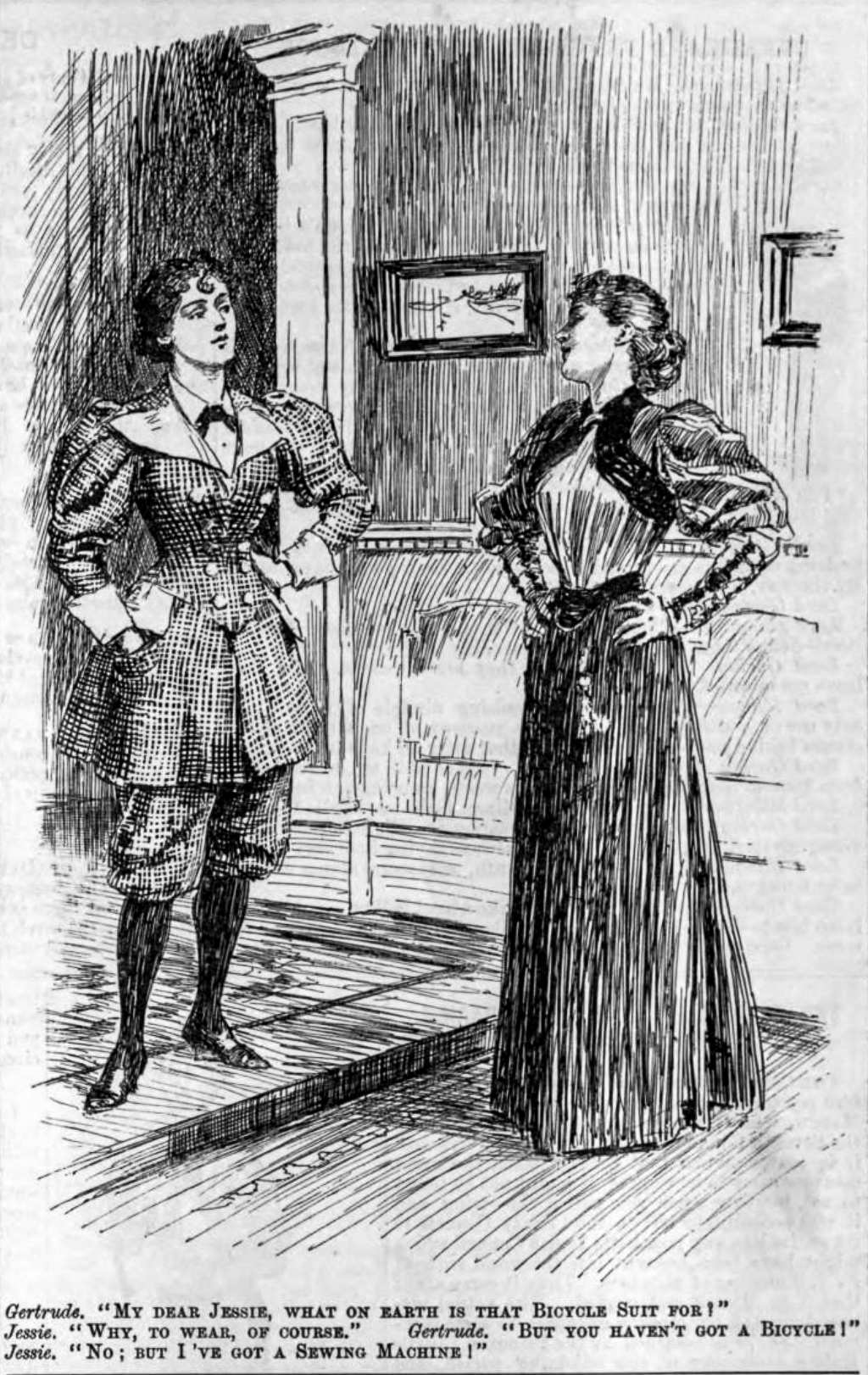
Карикатура журналу «Панч» 1895 року. Ґертруда: «Моя дорога Джессі, для чого цей велосипедний костюм?»
Джессі: «Звичайно, щоб одягнути».
Гертруда: «Але ж у вас немає велосипеда!»
«Ні, але в мене є швейна машинка!»

Вікторіанська реформа одягу була метою руху реформаторів одягу (також відомого як рух раціонального одягу) середньої та пізньої вікторіанської епохи, очолюваного різними реформістками та реформаторами, які пропонували, проєктували та носили одяг, який вважався більш практичним і зручним, ніж вікторіанська мода.
Реформістки одягу були переважно жінками середнього класу, які в західному світі з 1850-х по 1890-ті роки брали участь у першій хвилі фемінізму. Рух виник у прогресивну еру разом із закликами до поміркованості, жіночої освіти, виборчого права та моральної чистоти. Реформа одягу передбачала до звільнення від «диктату моди», висловлювала бажання «адекватно прикрити кінцівки, а також торс» і пропагувала «раціональний одяг». Рух досяг найбільшого успіху в реформуванні жіночої спідньої білизни, яку можна було модифікувати, не піддаючи її носінню суспільним глузуванням. Реформаторки сприяли популяризації спрощеного одягу використовувати спрощений одяг для спортивних занять, таких як їзда на велосипеді або плавання. Рух був набагато менше стурбований чоловічим одягом, хоча він ініціював широке впровадження трикотажних вовняного унійного одягу або кальсонів.
Деякі з прихильників руху відкривали салони з реформування одягу, або крамниці, де жінки могли придбати викрійки для пошиття одягу, або ж купити його безпосередньо.

## Критика жорсткого шнурування
У моді 1850-1880-х рр. акцентували на великих кринолінах, громіздких нарядах і бюстах з м'якою підкладкою з крихітною талією, зашнурованою в «корсети парового формування». «Туга шнурівка» стала частиною суперечки про корсет: реформаторки одягу стверджували, що корсет був породженням марнославства і дурості, а також шкідливий для здоров'я. Серед ризиків для здоров'я називали пошкодження і зміну розташування внутрішніх органів, порушення фертильності, слабкість і загальне виснаження здоров'я. Прихильники корсетів стверджували, що вони необхідні для стильного вбрання і мають свої унікальні задоволення; історик одягу Девід Кунцле висунув теорію, що деякі захоплені шанувальниці затягування могли відчувати сексуальне задоволення під час затягування або від тертя об передню частину корсета, що сприяло моральному обуренню проти цієї практики. Такі лікарі, як Еліс Банкер Стокгем, консультували пацієнток проти них, особливо під час вагітності; реформаторка й активістка Кетрін Бічер була однією з небагатьох, хто кинув виклик нормам пристойності й обговорював гінекологічні проблеми, що виникають унаслідок постійного носіння корсетів, зокрема випадіння матки. Феміністська історикиня Лі Саммерс висунула теорію, що деяка моральна паніка походить від поширеної, але невимовної ідеї про те, що туге шнурування можна використати для виклику аборту.
Американські жінки, учасники руху проти рабства та стриманості, маючи досвід публічних виступів та політичної агітації, вимагали розумного одягу, який не сковував би їхніх рухів. У той час як прихильники модного одягу стверджували, що корсети підтримують вертикальну, «гарну фігуру», як необхідну фізичну структуру для морального і впорядкованого суспільства. Ці реформатори одягу стверджували, що жіноча мода не тільки фізично шкідлива, але і є «результатом чоловічої змови з метою зробити жінок підлеглими, культивуючи в них рабську психологію». Вони вважали, що зміна моди може змінити становище жінки в цілому, забезпечуючи більшу соціальну мобільність, незалежність від чоловіків і шлюбу, можливість працювати за плату, а також фізичне пересування та комфорт.

## «Емансипація талій» і спідня реформа

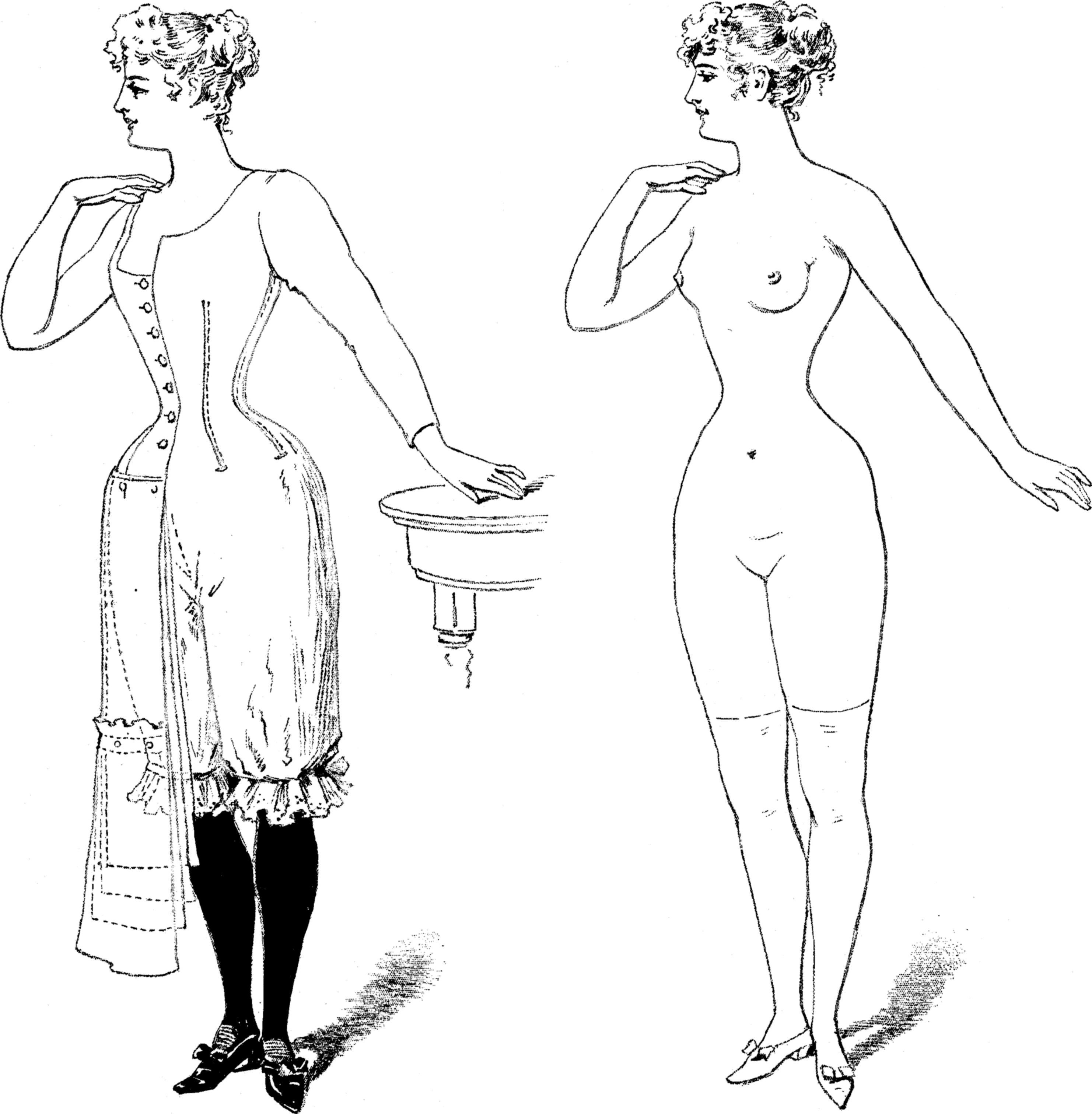
Спроба реформи одягу в 1891 році, але збереження модного силуету

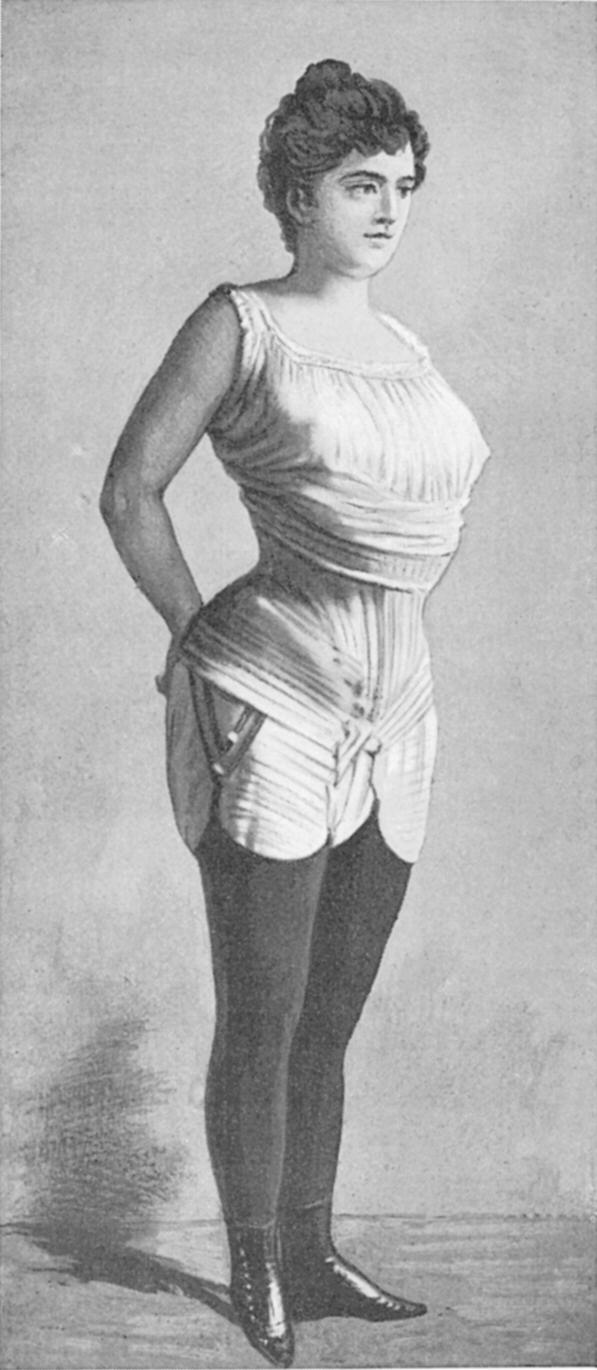
Інес Гаше-Сарро в корсеті з прямим передом приблизно 1892 року, який став модним в едвардіанський період

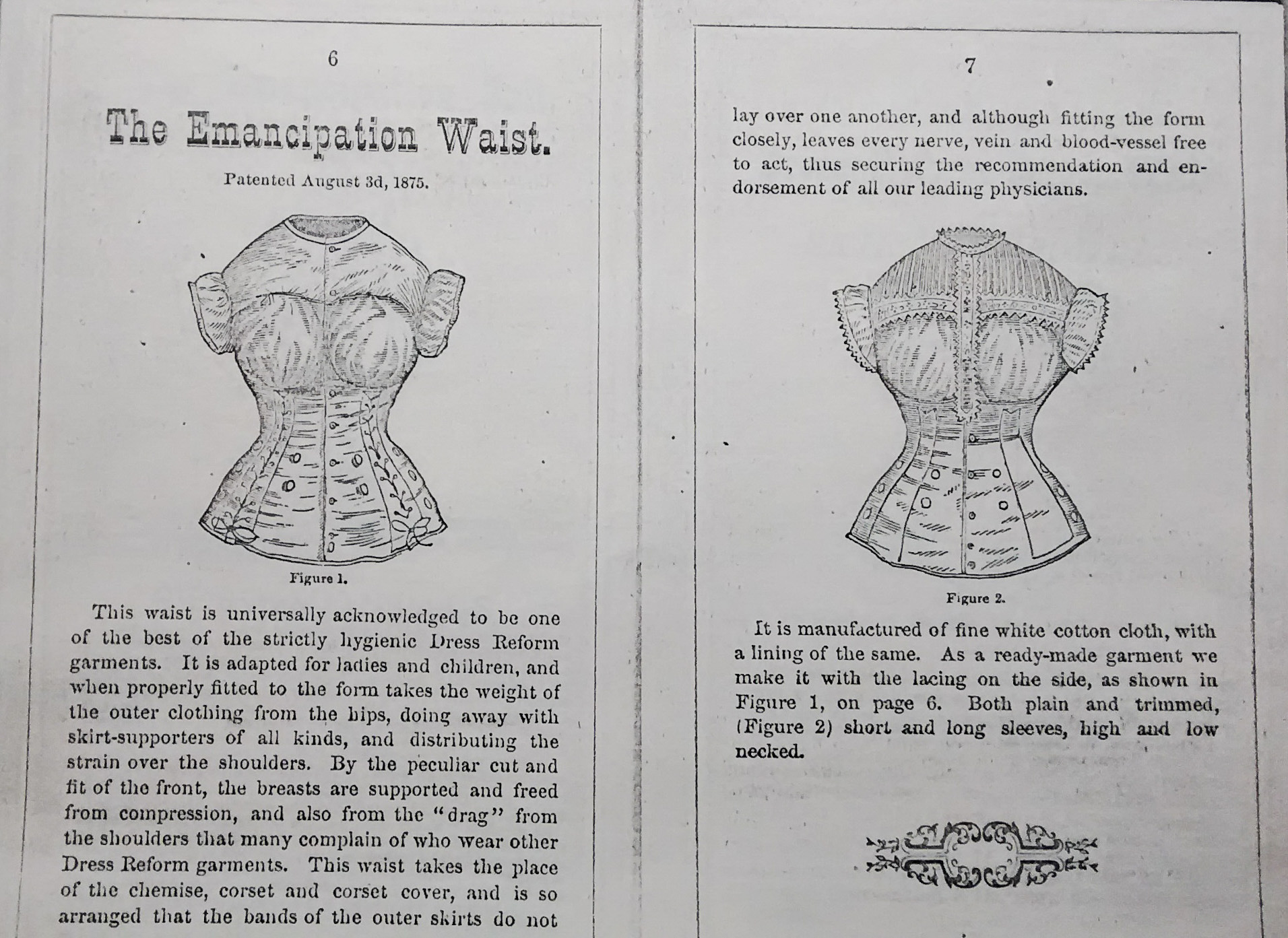
«Талія емансипації». Уривок із «Каталогу модифікованого одягу та іншої гігієнічної спідньої білизни для жінок і дітей» Джорджа Фроста та компанії, бостонський Массачусетс 1 червня 1876 р.

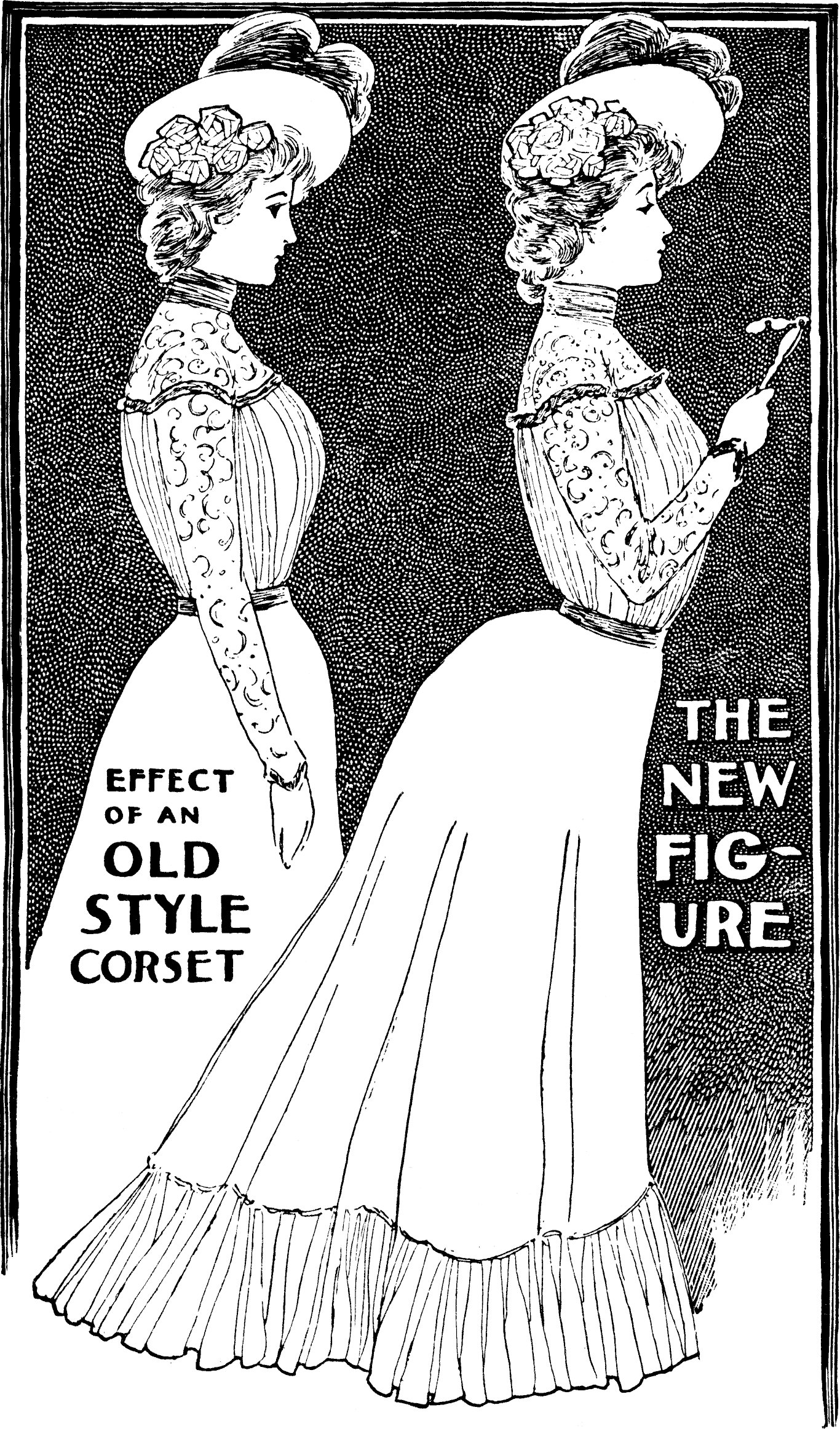
Діаграма 1900 року з Ladies' Home Journal, що ілюструє різницю між вікторіанським та едвардіанським корсетами

Реформатори одягу пропагували емансипаційну талію, або ліф свободи, як заміну корсета. Емансипаційний ліф являв собою вузьку жилетку без рукавів, що застібалася спереду, з рядами ґудзиків по низу, до яких можна було прикріпити спідню спідницю та верхню спідницю. Весь тулуб витримував би вагу нижніх спідниць і верхньої спідниці, а не тільки талії (оскільки небажаність підвішування всієї ваги повних спідниць і спідниць до звуженої талії — замість того, щоб вішати одяг на плечі — була ще одним пунктом, який часто обговорювали реформатори одягу). Ліфи повинна була приміряти кравчиня; викрійки можна замовити поштою. Лікар Еліс Банкер Стокгем розкритикувала корсет і сказала про корсет для вагітності: «Найкращий корсет для вагітності — це зовсім не корсет». Вперше «емансипаційний союз під фланеллю» був проданий в Америці в 1868 році. Він поєднував у собі талію (сорочку) і штани (легінси) у формі, яку ми зараз знаємо як унійний костюм. Хоча спочатку він був розроблений для жінок, його почали носити й чоловіки, і сьогодні його продають і носять як чоловіки, так і жінки, як зимову спідню білизну.
У 1878 році німецький професор Густав Ягер опублікував книгу, в якій стверджував, що тільки одяг з вовни сприяє здоров'ю. Британський бухгалтер Льюїс Томалін переклав цю книгу, а потім відкрив магазин, де продавалася «Санітарна вовняна система доктора Ягера», в тому числі в'язані вовняні профспілкові костюми. Незабаром їх почали називати «ягерсами», і вони стали дуже популярними.
Невідомо, скільки жінок в Америці чи на континенті носили ці так звані «реформовані» ліфи. Однак сучасні портретні фотографії, модна література та збережені зразки спідньої білизни свідчать про те, що корсет був майже універсальним повсякденним одягом для жінок і молодих дівчат (і багатьох модних чоловіків) до 1920-х років, коли почали переважати пояси.

### Гігієнічний корсет
Першочерговим результатом руху за реформування одягу стала еволюція, а не ліквідація корсета. Через суспільний резонанс навколо корсетів і тугого затягування багато лікарів взяли на себе зобов'язання стати корсетниками. Багато лікарів допомагали добирати корсети своїм пацієнтам, щоб уникнути небезпеки неправильно підігнаних корсетів, а деякі лікарі навіть самі розробляли корсети. Роксі Енн Каплін стала широко відомою корсетницею, заручившись допомогою свого чоловіка, лікаря, у створенні корсетів, які, як вона стверджувала, були більш поважними до анатомії людини. Інес Гашес-Сарраут розробила прямий корсет у відповідь на гінекологічні проблеми своїх пацієнток, які пов'язували з носінням корсетів. Дизайн мав на меті зменшити тиск на живіт та покращити загальний стан здоров'я. Новий S-подібний силует, створений цим дизайном, швидко завоював популярність серед будинків моди на початку XX століття.

## Блумерський костюм

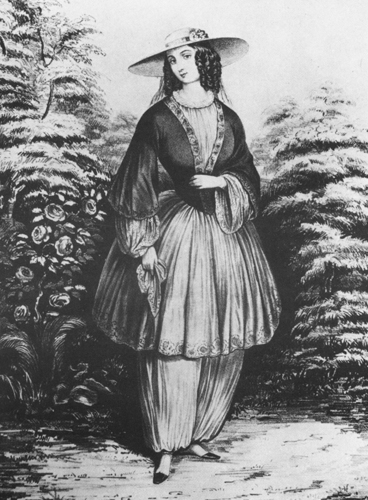
Блумерський костюм

Найвідоміший продукт епохи реформ одягу — блумерський костюм. У 1851 році активістка руху за тверезість у Новій Англії Елізабет Сміт Міллер (Ліббі Міллер) запровадила більш раціональний, на її думку, костюм: вільні штани, зібрані на щиколотках, як у жінок Близького Сходу та Середньої Азії, а зверху — коротка сукня або спідниця і жилет (жилетка). Вона продемонструвала свій новий одяг активістці руху за тверезість та суфражистці Елізабет Кеді Стентон, яка вважала його розумним і доречним і негайно прийняла його. У цьому вбранні вона відвідала ще одну активістку — Амелію Блумер, редакторку журналу про стриманість The Lily. Блумер не лише носила цей костюм, вона з ентузіазмом рекламувала його у своєму журналі. Дедалі більше жінок стали носити цей стиль, і їх швидко охрестили «блумерівками». Реформа одягу була підтримана кампанією Національної асоціації реформування одягу, яка була заснована у 1856 році.
Кілька років вони боролися, але зазнали глузувань у пресі й переслідувань на вулиці. Більш консервативне суспільство протестувало проти того, що жінки «втратили таємничість і привабливість, відкинувши свої розвіяні мантії».
Амелія Блумер сама відмовилася від моди в 1859 році, заявивши, що новий винахід, кринолін, є достатньою реформою і що вона може повернутися до традиційного одягу. Блумерський костюм помер тимчасово. Він повернувся набагато пізніше (в іншій формі), як жіночий спортивний костюм у 1890-х і на початку 1900-х років.

## Естетичний рух одягу
У 1870-х роках переважно англійський рух на чолі з Мері Елізою Гавейс прагнув реформувати одяг, щоб покращити та відзначити природну форму тіла, віддаючи перевагу більш вільним лініям епох Середньовіччя та Відродження. Історична ностальгія за більш поблажливою модою, рух естетичного одягу критикував модне плаття за його нерухомі форми та шукав «вироблення та прикрашання мантії» як смакового доповнення до природного тіла.
Братство прерафаелітів та інші мистецькі реформатори заперечували проти ретельно оброблених кондитерських виробів вікторіанської моди з їхнім неприродним силуетом, заснованим на жорсткому корсеті та обручах, як потворні та нечесні. Деякі жінки, пов'язані з цим рухом, прийняли стиль відродження, заснований на романтичних середньовічних впливах, таких як пишні рукави-джульєтти та спідниці на хвилях. Ці стилі були виконані в м'яких кольорах рослинних барвників, орнаментовані ручною вишивкою в стилі художнього рукоділля, були представлені шовком, східними візерунками, приглушеними кольорами, натуральним і кучерявим волоссям і не мали чіткого підкреслення талії.
Цей стиль у 1860-х роках у літературних і мистецьких колах поширився як «антимода» під назвою Artistic dress. Він загинув у 1870-х роках і знову з'явився як Aesthetic dress у 1880-х роках, де двома головними прихильниками були письменник Оскар Вайлд та його дружина Констанція, обидва на цю тему читали лекції. У 1881 році в Лондоні було засновано Товариство раціонального одягу. Товариство захищало спідницю як більш практичну форму одягу, але її президентка і співзасновниця, леді Флоренс Гарбертон, пішла далі — під час їзди на велосипеді вона одягала повну сукню Rational, яка являла собою коротшу спідницю, яку одягали поверх об'ємних штанів.

## Рух раціонального одягу по країнах
У 1880-х роках рух за реформування одягу поширився зі Сполучених Штатів і Великої Британії до Скандинавських країн, а з Німеччини — до Австрії та Нідерландів. На міжнародному рівні це питання розглядалося на Міжнародному конгресі жіночої праці та жіночих починань у Берліні 1896 року, в якому брали участь Німеччина, США, Бельгія, Данія, Англія, Фінляндія, Росія, Швеція, Швейцарія та Угорщина.

### Австрія
В Австрії рух за реформу одягу був пов'язаний з рухом мистецтв і ремесел, коли в 1897 році прогресивні митці на противагу Künstlerhaus заснували Віденський сецесіон.
Йозеф Гоффманн, Коломан Мозер, Отто Вагнер, Альфред Роллер і Герман Бар підтримали реформу одягу, яку вони висловили в Dokumente der Frauen у 1902 році, і деякі з них зробили внесок у реформу дизайну одягу. Кажуть, що Ґустав Клімт і Емілія Фльоґе співпрацювали в розробці реформаторської моди, і такий одяг був пов'язаний з Віденськими майстернями.

### Данія
У Данії костюм блумер був прийнятий як спортивний одяг для дівчат під час катання на ковзанах вже у 1860-х роках. Хоча в Данії не було засновано окремих товариств з реформування одягу, товариство захисту прав жінок Dansk Kvindesamfund активно займалося цим питанням під впливом Шведського товариства з реформування одягу у 1880-х роках; вони опублікували власну брошуру «Om Sundheden og Kyindedraegten» Я. Фріша, співпрацювали зі Стокгольмом та Осло в розробці дизайну реформаторських костюмів та їх експонуванні, зокрема, під час Північної виставки 1888 року.

### Фінляндія
Хоча у Фінляндії не було засновано окремих товариств з реформування одягу, під впливом Шведського товариства з реформування одягу у 1880-х роках цим питанням активно займалося жіноче правозахисне товариство Suomen Naisyhdistys, яке проводило лекції у багатьох містах Фінляндії, домоглося того, що до 1887 року реформаторський костюм був визнаний спортивним одягом у столичних школах для дівчат, і було нагороджено великою срібною медаллю за реформаторський костюм для школярок на виставці Російського гігієнічного товариства в Санкт-Петербурзі у 1893 році.

### Франція
У Франції не було засновано окремих товариств, які б займалися реформою одягу. Хоча це питання було прийняте та обговорювалося кількома існуючими французькими організаціями з захисту прав жінок, йому не надавалося пріоритету, і лише з великим ентузіазмом велосипедного руху у Франції в 1890-х роках жінки як спортивний одяг загалом прийняли костюм «блумер» зі штанами без корсетів.
Однак на початку XX століття французька індустрія моди остаточно піддалася впливу руху за реформу одягу, який до 1910-х років скасував корсет.

### Німеччина
Німеччина була провідною країною Reformkleidung, «реформи одягу» у XIX столітті, оскільки вона була невіддільною частиною великого руху за реформу охорони здоров'я Lebensreform, який виступав за реформу одягу як для жінок, так і для чоловіків, підтримуваний медичними працівниками та вченими, такими як Густав Єгер і Генріх Ламанн, і вже тоді виступав за свободу від корсетів і штанів для жінок. Однак жіночий рух не займався цим питанням до Міжнародного жіночого конгресу в Берліні у вересні 1896 року. Через два тижні було засновано Німецьку асоціацію з реформування одягу (Allgemeiner Verein zur Verbesserung der Frauenkleidung). Перша виставка відбулася у квітні 1897 року в Берліні. 35 виробників подали пропозиції щодо реформ. З 1899 року в Берліні навіть існувала постійна виставка з прикладами «покращеного жіночого одягу». Як і їхні відповідники в Австрії, Нідерландах та скандинавських країнах, німецька асоціація реформування одягу зосередилася на реформі жіночої спідньої білизни як найбільш реалістичній меті, переважно на корсетах. Німецькому руху вдалося вплинути на громадську думку до такої міри, що одна з його провідних діячок, Мінна Кауер, змогла повідомити в 1907 році, що німецька корсетна промисловість переживає труднощі через зменшення використання корсетів.

### Японія

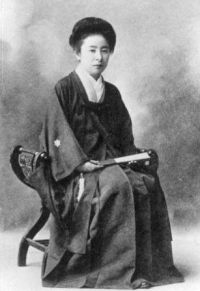
Шімода Утако в hifu та hakama

Утако Шімода (1854—1936), жіноча активістка, педагогиня і реформаторка одягу, виявила, що традиційне кімоно надто обмежує, заважає жінкам і дівчатам рухатися та брати участь у фізичних навантаженнях, завдаючи шкоди їхньому здоров'ю. Хоча в той час західний одяг був прийнятий, вона також вважала, що корсети обмежувальні та шкідливі для жіночого здоров'я. З 1871 по 1879 рік Шімода Утако працювала фрейліною імператриці Сьокен. Вона адаптувала одяг фрейлін при японському імператорському дворі, щоб створити уніформу для свого жіночого університету Джіссен. Під час періоду Мейдзі (1868—1912) і Тайсьо (1912—1926) інші жіночі школи також прийняли hakama. Він став стандартним одягом для середніх шкіл у Японії, хоча пізніше його в основному замінили західною уніформою моряка.
Інокуті Акурі розробила для дітей зручний спортивний одяг.
При імператорському дворі спрощене keiko замінило більш громіздкий одяг.

### Нідерланди
У Нідерландах інтерес до цього питання пробудився після заснування товариства реформи одягу в сусідній Німеччині, а в 1899 році нідерландського товариства реформи одягу Veereeniging voor Verbetering van Vrouwenkleeding (VvVvV). Товариство реформи одягу проводило лекції, брало участь у виставках і працювало над створенням нової жіночої моди, яка була б не тільки привабливою, але водночас зручною та здоровою.

### Норвегія
Хоча в Норвегії не було засновано окремих товариств з реформування одягу, під впливом Шведського товариства з реформування одягу з 1880-х років активно займалося цим питанням жіноче правозахисне товариство Norsk Kvinnesaksforening, яке співпрацювало зі Стокгольмом і Копенгагеном у розробці реформаторських костюмів та їх експонуванні, зокрема, під час Північної виставки 1888 року.
Норвегія є однією з країн, де інтерес і успіх до цього питання був найбільшим. Лікар Лоренц Дітріхсон, видатний учасник боротьби за скасування корсета як у Швеції, так і в Норвегії, прочитав у Норвегії лекцію на користь реформи одягу вже в 1886 році, як коментар до шведського руху за реформу одягу, в якому він сам брав участь; Шведське товариство за реформу одягу успішно виставило свою реформаторську сукню в Осло, нею зацікавилася газета Norsk Kvinnesaksforening, і таким чином в Норвегії рух розпочався того ж року, що й у Швеції. Йоганне Бьорн читала лекції в школах Осло, а норвезька дизайнерка Крістін Даль мала успіх не лише у своїй рідній Норвегії, а й у Швеції, ставши центральною фігурою руху за реформування сукні.

### Швеція
Швеція була провідною нацією в русі за реформу одягу, оскільки рух першим з усіх північних країн прийшов до Швеції, а звідти поширився до Данії, Фінляндії та Норвегії.
У 1885 році професор Курт Волліс привіз із собою англомовну книгу «Одяг і здоров'я» з реформи одягу з-за кордону, яку Оскара фон Сюдов переклала шведською як «Reformdrägten: En bok för qvinnor skrifven af qvinnor». Після промови Енн Шарлотти Леффлер, що відбулася в жіночому клубі Nya Idun, Friends of Handicraft дали Ганні Вінге завдання розробити реформаторський костюм, який був виготовлений Августою Лундін і виставлений на публіці, що додало ще більшого розголосу цьому питанню, і у 1886 році було засновано Шведське товариство реформи одягу.
Після початкової спроби започаткувати новий костюм, шведський рух за реформу одягу зосередився на реформі жіночої спідньої білизни, зокрема корсета. Шведський рух за реформу одягу відповідав своєму еквіваленту у Великій Британії, а також американський рух за реформу одягу Енні Дженнес Міллер.
Рух за реформування одягу досяг певних успіхів у Швеції: до 1890-х років корсети перестали носити учениці шведських жіночих шкіл, а провідна шведська модельєрка Августа Лундін повідомляла, що її клієнтки більше не піддавали себе тугому шнуруванню.

## Можливі зміни в моді
Попри те, що вікторіанський рух за реформу одягу сам по собі не зміг запровадити широкі зміни в жіночій моді, соціальні, політичні та культурні зміни в 1920-х роках привели до органічного послаблення стандартів одягу.
З новими можливостями для жіночого коледжу, національною поправкою про виборче право 1920 року та збільшенням можливостей для жінок у державній кар'єрі під час і після Першої світової війни, структури моди та спідньої білизни послабилися, а також покращився соціальний статус жінок. Втілюючи ідею «нової жінки», жінки одягали чоловічий одяг, включаючи прості костюми зі спідницями, краватками та накрохмаленими блузками. До 1920-х років чоловічий одяг для повсякдення і спортивних заходів менше засуджувалися суспільством. Нова мода вимагала легшої спідньої білизни, коротших спідниць, вільніших ліфів, штанів і розхвалюваних струнких «хлоп'ячих» фігур. Як зазначила леді Дафф Гордон, у 1920-х роках «жінки зняли корсети, скоротили свій одяг до мінімуму, дозволеного конвенціями, і носили одяг, який їх облягав, а не прилягав».
Попри те, що форми корсетів, поясів і бюстгальтерів носили навіть у 1960-х роках, як стверджує Рігель, «жіноча емансипація принесла більшу реформу в одязі, ніж пропонували найбільш далекоглядні з ранніх феміністок».

## Галерея

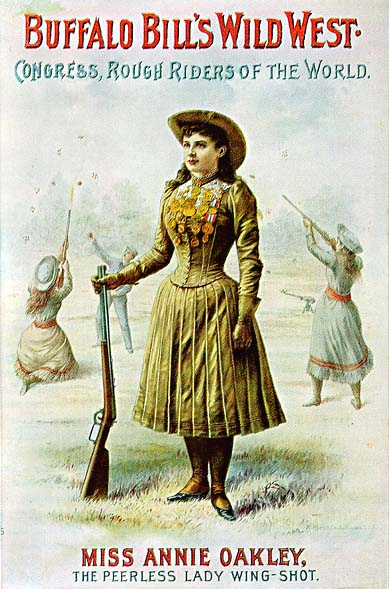
Плакат близько другої половини 1880-х років, на якому зображена Енні Оукл в короткій спідниці
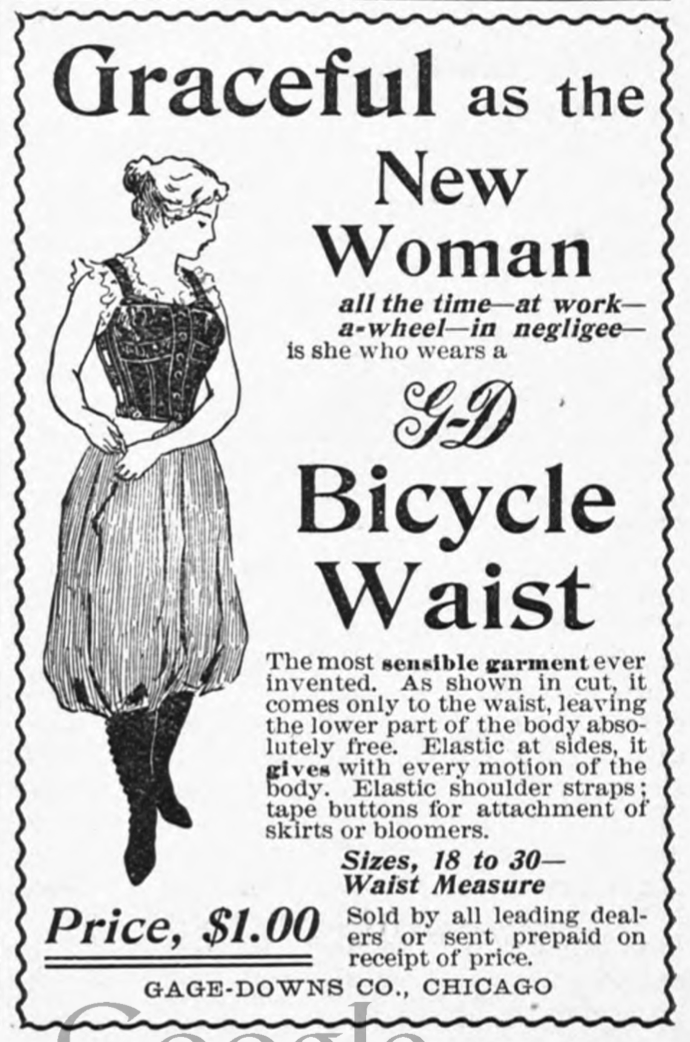
Реклама 1896 року, яка показує модифікований пояс, який надає жінкам свободу нижніх кінцівок, що полегшує їзду на велосипеді, тоді в моді
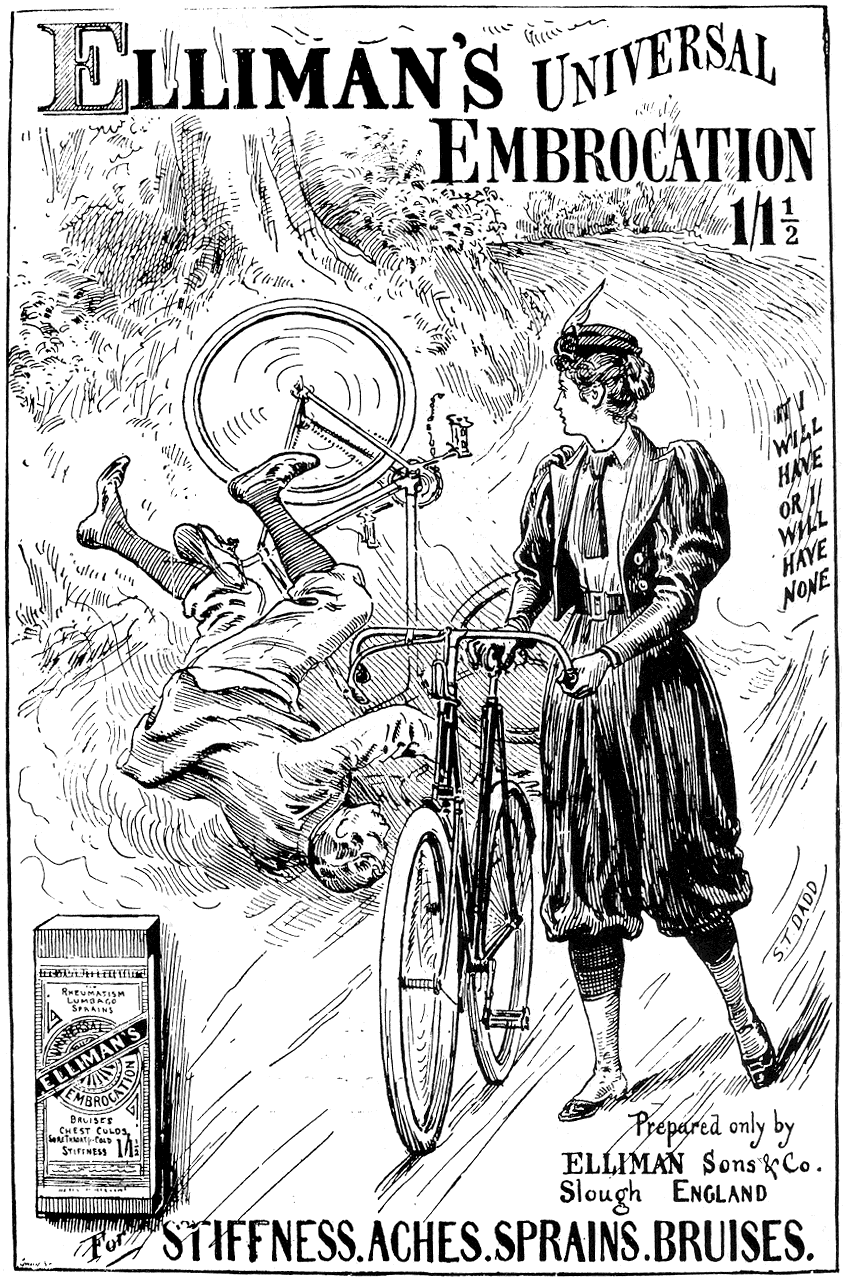
Оголошення 1897 року, яке демонструє відносно ранній приклад звичайної жінки, яка не купалася в морі, у публічному одязі в одязі без спідниці (для їзди на велосипеді)
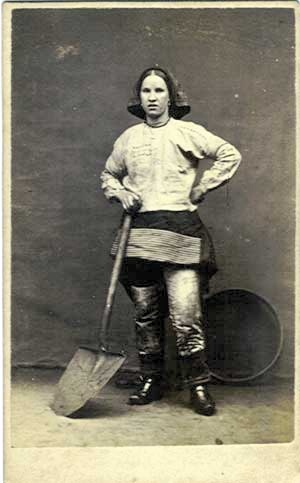
Віганські «шахтарські дівчата» скандалили через носіння штанів для небезпечної роботи у вугільних шахтах. Вони носили спідниці поверх штанів, засукані до талії, щоб вони не заважали.